# Camuni
I Camunni o Camuni erano un popolo dell'Italia antica di lingua preindoeuropea vissuti in Val Camonica, dove si insediarono circa nel 5000 a.C..
Il territorio interessato dalla loro presenza ricade all'interno dell'attuale provincia di Brescia, presso le Alpi centrali in Val Camonica. In passato vennero chiamati anche con il nome in lingua latina di Camunni, attribuito loro da autori del I secolo, o come gli  antichi Camuni, per distinguerli dagli attuali abitanti della val Camonica. Fra i massimi produttori di arte rupestre in Europa, il loro nome è legato alle celebri incisioni rupestri della Val Camonica, che costituiscono - considerata la povertà di reperti archeologici come la necropoli, suppellettili o centri abitati - la principale testimonianza culturale di questo popolo.
I Camuni (Καμοῦνοι in greco, Camunni in latino) sono ricordati dalle fonti storiografiche classiche a partire dal I secolo a.C.; delle epoche precedenti, soprattutto di quella corrispondente in Val Camonica all'età del ferro, è giunto fino a noi un vastissimo corpus costituito da centinaia di migliaia di incisioni rupestri. Sottomessi dai Romani nel corso del I secolo a.C., i Camuni furono progressivamente inseriti nelle strutture politiche e sociali dell'Impero romano: pur conservando margini di autogoverno e, già dalla fine del I secolo a.C., ottennero la cittadinanza romana, subendo poi - come tutti i popoli della Gallia Cisalpina - un rapido processo di latinizzazione sia linguistica, sia culturale, sia religiosa. Lasciarono oltre 300 000 incisioni rupestri, il primo sito nominato UNESCO in Italia, nel 1979.

## Etnonimo

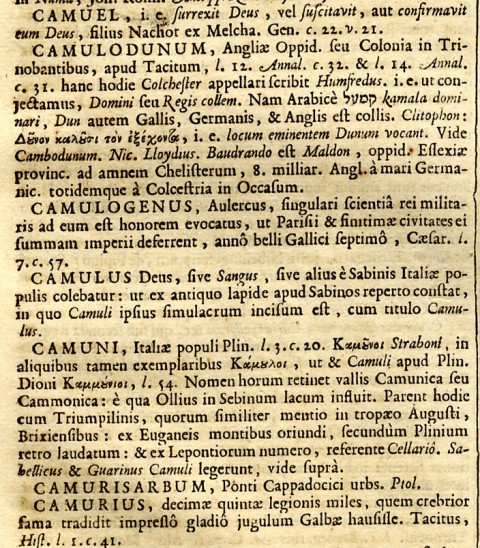
Particolare della pagina del Lexicon Universale con i lemmi "Camulus" e "Camuni"

L'endonimo dei Camuni non è conosciuto. Johann Jacob Hofmann nel suo Lexicon Universale (XVIII secolo) riprende l'ipotesi di una relazione diretta tra la parola "Camuno" e la parola "Camulo", che designava una divinità, e l'attribuisce a Marco Antonio Sabellico e a Guarino Veronese.

## Storia

### Le origini

#### I Camuni nelle fonti classiche
Lo storico greco Strabone (58 a.C.-25 d.C. circa), sosteneva che i Camuni facessero parte dei popoli retici e li accostava ai Leponzi, i quali, invece, derivavano dalla Cultura di Golasecca:
(Strabone, Geografia, IV, 6.8)

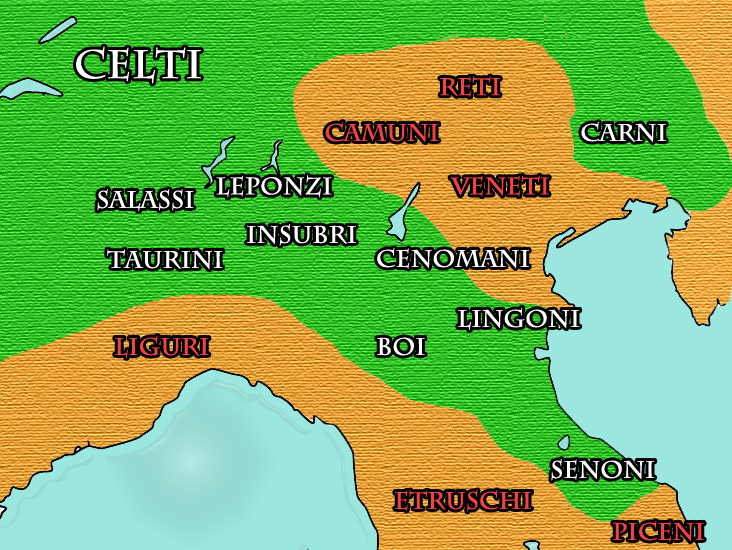
Le popolazioni della Gallia cisalpina

Lo storico romano Plinio il Vecchio (23-79 d.C.) parlava invece dei Camunni, insieme ai Triumplini della Val Trompia e agli Stoni, come di una delle varie tribù euganee assoggettate dai Romani:
(Plinio il Vecchio, Naturalis historia, III, 133-134)

#### Le ipotesi della storiografia moderna
Secondo studiosi odierni, come Raffaele De Marinis e Francesco Fedele, i Camuni sono meglio associabili all'ambiente retico, poiché i loro usi e costumi sociali appaiono comuni a quelli della Rezia, regione compresa tra le Alpi italiane e l'alta regione del Reno.

### I contatti con Etruschi e Celti

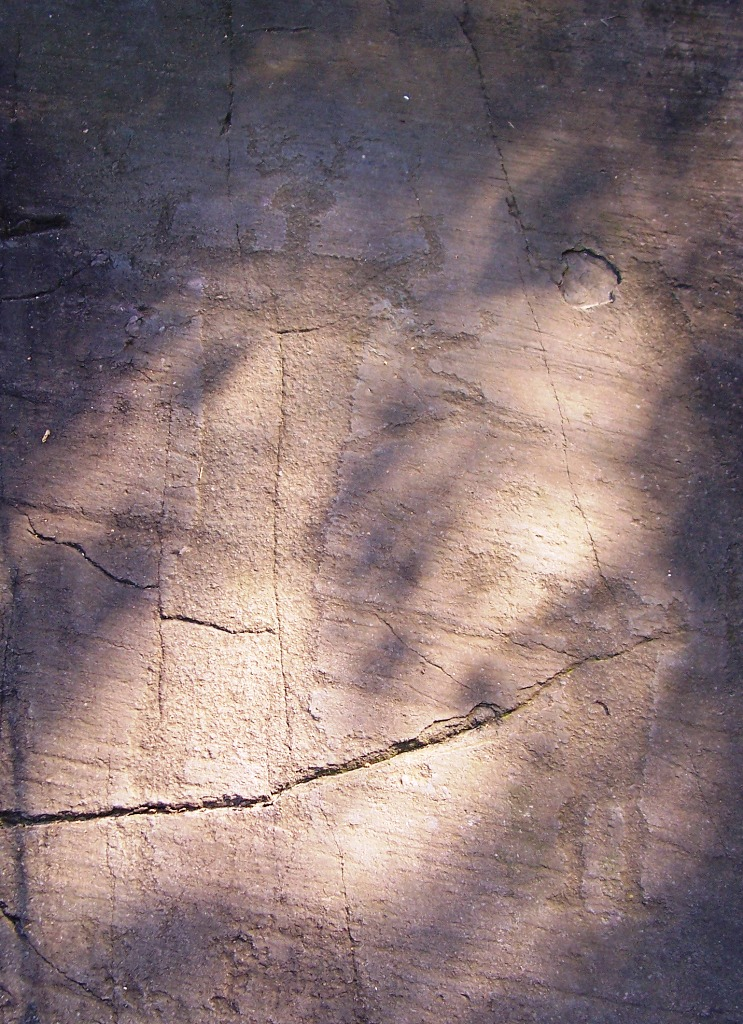
Cernunnos in un'incisione del Parco nazionale delle incisioni rupestri di Naquane

Attorno al V secolo a.C. sono documentati sempre più frequenti contatti tra gli Etruschi, che controllavano gran parte della Pianura Padana, e le popolazioni alpine. Tracce d'influenza della cultura etrusca permangono nell'alfabeto camuno, nel quale sono redatte nelle quasi duecento iscrizioni e che è molto simile agli alfabeti nord-etruschi, e nella stessa arte rupestre.
Verso il III secolo a.C. giunsero in Italia popolazioni celtiche che, provenendo dalla Gallia transalpina, si stabilirono nella Pianura padana ed entrarono in contatto con la popolazione camuna: lo testimonia la presenza, tra le incisioni rupestri della Val Camonica, di figure di divinità celtiche quali Cernunnos.

### La conquista romana

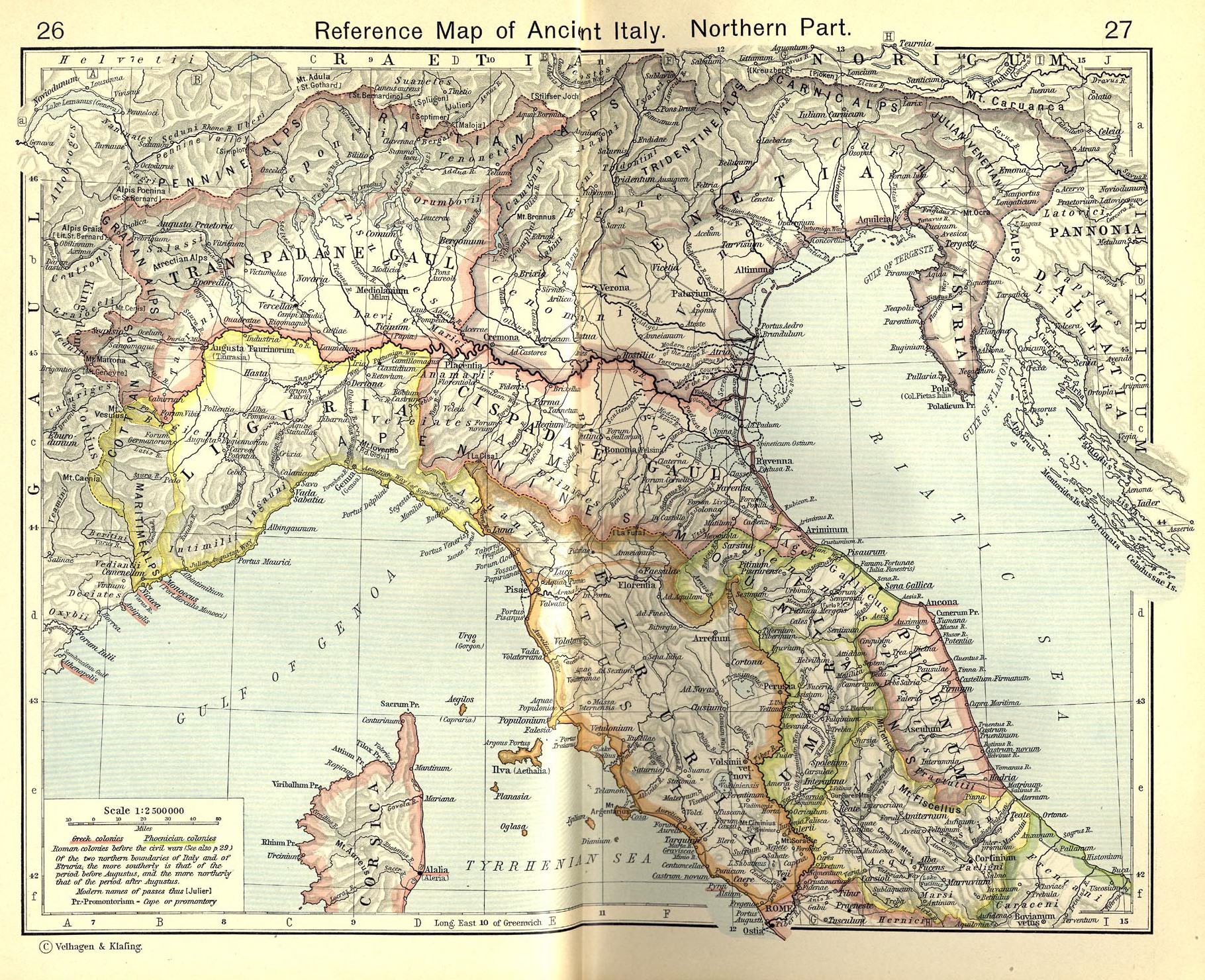
L'Italia centro-settentrionale secondo l'Historical Atlas con i Camunni all'estremità nord-occidentale della Venetia

La Val Camonica venne assoggettata a Roma nel contesto delle campagne di conquista di Augusto di Rezia e arco alpino, condotte dai suoi generali Druso maggiore e Tiberio (il futuro imperatore) contro i popoli alpini tra il 16 e il 15 a.C. A completare la conquista del fronte alpino orientale fu Publio Silio Nerva, governatore dell'Illirico, che procedette all'assoggettamento delle valli da Como al Lago di Garda (compresa quindi la Val Camonica), oltre ai Venosti della Val Venosta.
L'azione romana di conquista è ricordata anche dallo storico romano di lingua greca Cassio Dione (155-229):
(Cassio Dione Storia romana, XX)
ed è celebrata nel Trofeo delle Alpi ("Tropaeum Alpium"), monumento romano eretto nel 7-6 a.C. e situato presso la città francese di La Turbie, che riportava nell'iscrizione frontale il nome dei Camuni tra i popoli alpini sottomessi:
(Trofeo delle Alpi, Iscrizione frontale)

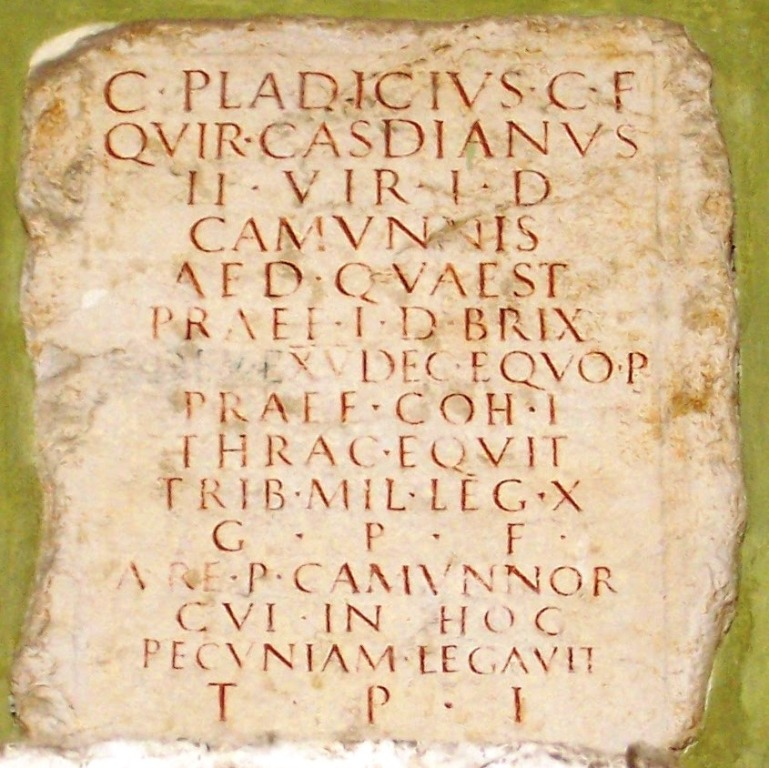
Iscrizione di epoca romana rinvenuta a Cividate Camuno, che riporta i termini QUIR(ina), CAMUNNIS e RE P(ublica) CAMUNNOR(um)

Dopo la conquista romana i Camuni furono annessi alle città più vicine in condizione di semi-sudditanza tramite la pratica dell'adtributio, che permetteva di mantenere una propria costituzione tribale mentre la città dominante diveniva centro amministrativo, giurisdizionale e fiscale. La città a cui vennero assegnati i Camuni fu probabilmente Brixia. Inizialmente fu assegnato loro lo status di peregrinus; in seguito ottennero la cittadinanza romana e in Età flavia furono ascritti alla tribù Quirina, anche se mantennero una certa autonomia amministrativa: è infatti ricordata una Res Publica Camunnorum.
Una più intensiva fase di romanizzazione ebbe luogo a partire da Civitas Camunnorum (Cividate Camuno), città fondata dai Romani attorno al 23 d.C. con Druso minore, durante il principato di Tiberio; durante il I secolo i Camuni risultano già stabilmente inseriti nelle strutture politico-sociali romane, come attestano le numerose testimonianze di legionari, artigiani e perfino gladiatori di origine camuna in varie aree dell'Impero romano. Anche la religione si avviò, attraverso il meccanismo dell'interpretatio, verso un sincretismo con quella romana.

## Religione
Le incisioni rupestri dovevano avere un particolare valore; ai Camuni è infatti attribuito circa il 70-80% di tutte le figure censite e la loro funzione è riconducibile a riti celebrativi, funebri, commemorativi, iniziatici o propiziatori - dapprima in ambito religioso, in seguito anche laico -, che si tenevano in occasioni particolari, singole o ricorrenti.
Di epoca romana è il santuario di Minerva rinvenuto a Spinera di Breno nel 1986 è finemente decorato con mosaici.  Sorgeva su uno sperone roccioso sulla riva orientale del fiume Oglio, non lontano da Cividate Camuno.
La fine dell'Antichità coincise con l'arrivo presso i Camuni della religione cristiana. A partire dal IV-V secolo si assistette alla distruzione degli antichi luoghi di culto, con l'abbattimento delle statue stele di Ossimo e Cemmo e l'incendio del santuario di Minerva.

## Lingua
Le testimonianze della lingua parlata dai Camuni sono rappresentate da circa 170 iscrizioni. Documentate nel contesto delle incisioni rupestri della Val Camonica, uniche testimonianze epigrafiche del camuno, le iscrizioni in lingua camuna sono redatte in un proprio alfabeto camuno, detto anche alfabeto di Sondrio, variante settentrionale dell'alfabeto etrusco.
La lingua camuna è considerata preindoeuropea, e paleoeuropea. È possibile che la lingua camuna fosse correlata alla lingua retica, e alla lingua etrusca.

### Fonti primarie
- Cassio Dione Storia romana
- Plinio il Vecchio, Naturalis Historia
- Strabone, Geografia
- Trofeo delle Alpi

### Letteratura storiografica
- Emmanuel Anati, La datazione dell'arte preistorica camuna, Tipografia Camuna, Breno (Brescia), 1963
- Emmanuel Anati, Origini della civiltà camuna, Edizioni del Centro, Capo di Ponte (Brescia), 1968
- Raffaele De Marinis, Le popolazioni alpine di stirpe retica, in G. Pugliese Carratelli (a cura di), Italia omnium terrarum alumna, Milano, Garzanti-Scheiwiller, 1988,  pp. 95-155.
- Lino Ertani, La Valle Camonica attraverso la storia, Esine, Tipolitografia Valgrigna, 1996.
- Francesco Fedele, L'uomo, le Alpi, la Valcamonica - 20.000 anni di storia al Castello di Breno, Boario Terme, La Cittadina, 1988.
- Valeria Mariotti, Il teatro e l'anfiteatro di Cividate Camuno, Arti grafiche BMB, 2004, ISBN 88-7814-254-9.
- Pietro Paolo Ormanico, Considerationi sopra alcvne memorie della Religione Antica dei Camvli, ò Camvni, Bornato, Sardini Editrice, 1983  [1639].
- Umberto Sansoni, Silvana Gavaldo, L'arte rupestre del Pià d'Ort: la vicenda di un santuario preistorico alpino, Edizioni del Centro, 1995.
- Ronald Syme, Le Alpi, in Cambridge Ancient History, Cambridge, Cambridge University Press, 1954,  Vol. VIII..

### Sulle iscrizioni in lingua camuna
- Lucia Bellaspiga, Le iscrizioni camune delle rocce 24 e 1 di Pia' d'Ort, in "Notizie Archeologiche Bergomensi" 2 (1994), pp. 249–260.
- Alberto Mancini, Le iscrizioni della Valcamonica, in "Studi Urbinati di Storia, Filosofia e Letteratura", Suppl.  linguistico 2/1  (1980), pp. 75–166.
- Alberto Mancini, Iscrizioni retiche e iscrizioni camune Due ambiti a confronto, in "Quaderni del dipartimento di Linguistica" 2 (1991), pp. 77–113.
- Alessandro Morandi, Epigrafia camuna. Osservazioni su alcuni aspetti della documentazione, in "Revue Belge de Philologie et d'Histoire", 76.1 (1998) pp. 99–124.
- Aldo Luigi Prosdocimi, Per una edizione delle iscrizioni della Val Camonica, in "Studi Etruschi" 33 (1965), pp. 574–599.
- Aldo Luigi Prosdocimi, Graffiti alfabetici di Dos dell'Arca, in "Bollettino del Centro Camuno di Studi Preistorici" 6 (1971), Capo di Ponte, pp. 45–54.
- Maria Grazia Tibiletti Bruno, Camuno, retico e pararetico, in "Lingue e dialetti dell'Italia antica", vol. VI di "Popoli e civiltà dell'Italia antica", a cura di A. L. Prosdocimi, Roma 1978, pp. 209–255.
- Maria Grazia Tibiletti Bruno, Nuove iscrizioni camune, in "Quaderni Camuni" 49-50 (1990), pp. 29–171.
- Maria Grazia Tibiletti Bruno, Gli alfabetari, in "Quaderni Camuni"  60 (1992), pp. 309–380.